# Estação Ferroviária de Vila Nova de Gaia

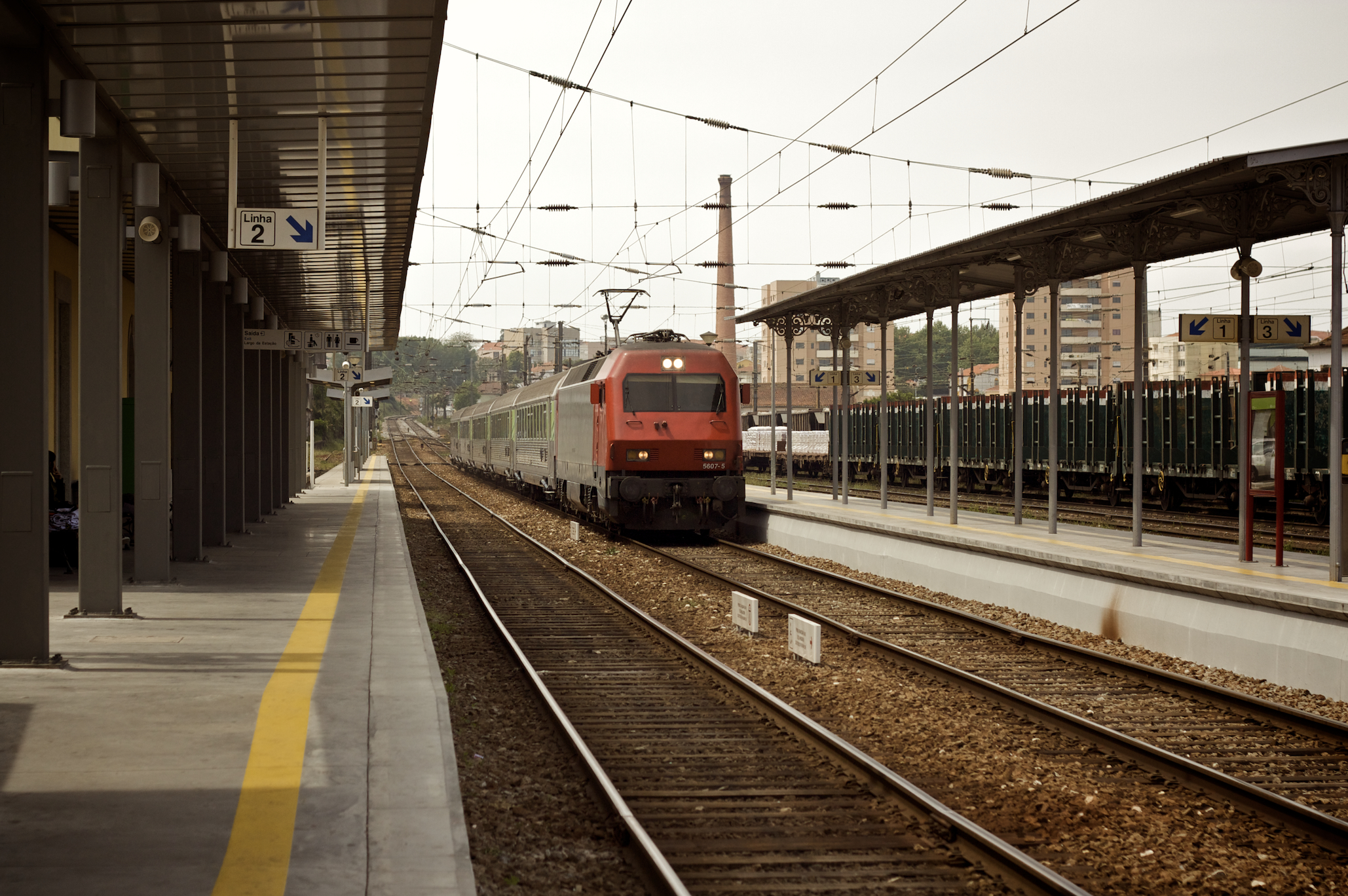
Serviço Intercidades circulando em Gaia, em 2009.

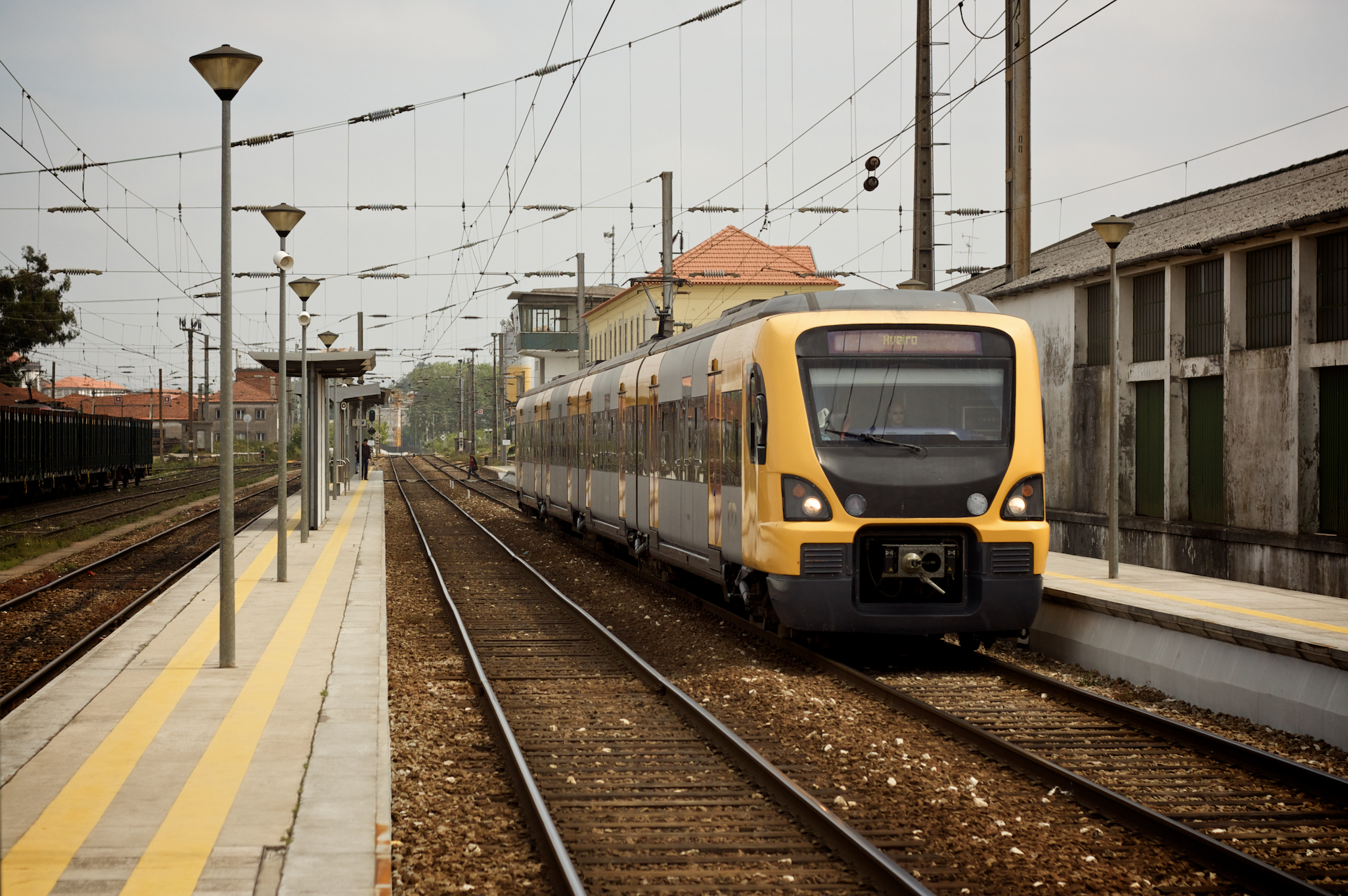
Composição USGP circulando em Gaia, em 2009.

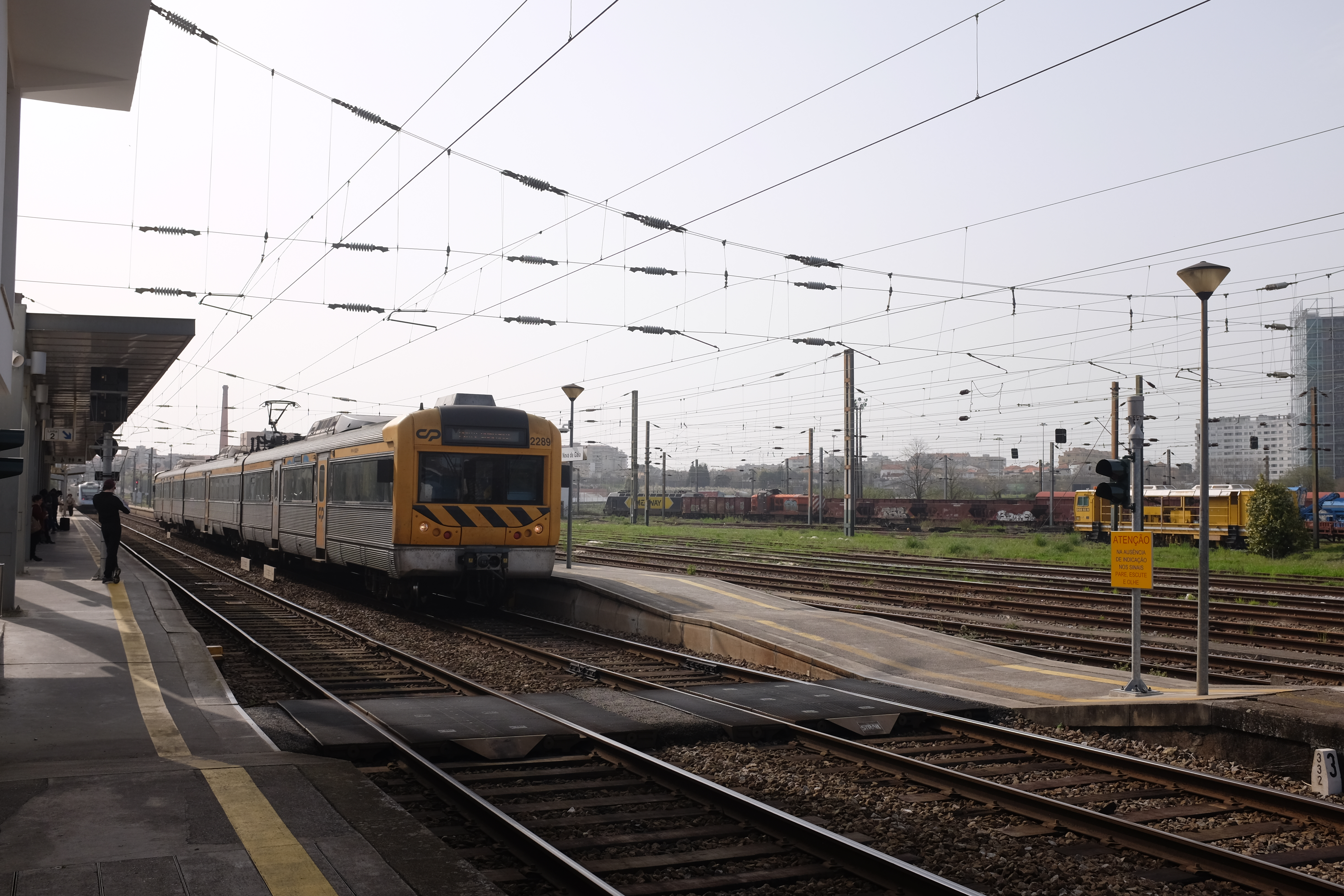
Serviço InterRegional circulando em Gaia, em 2021.

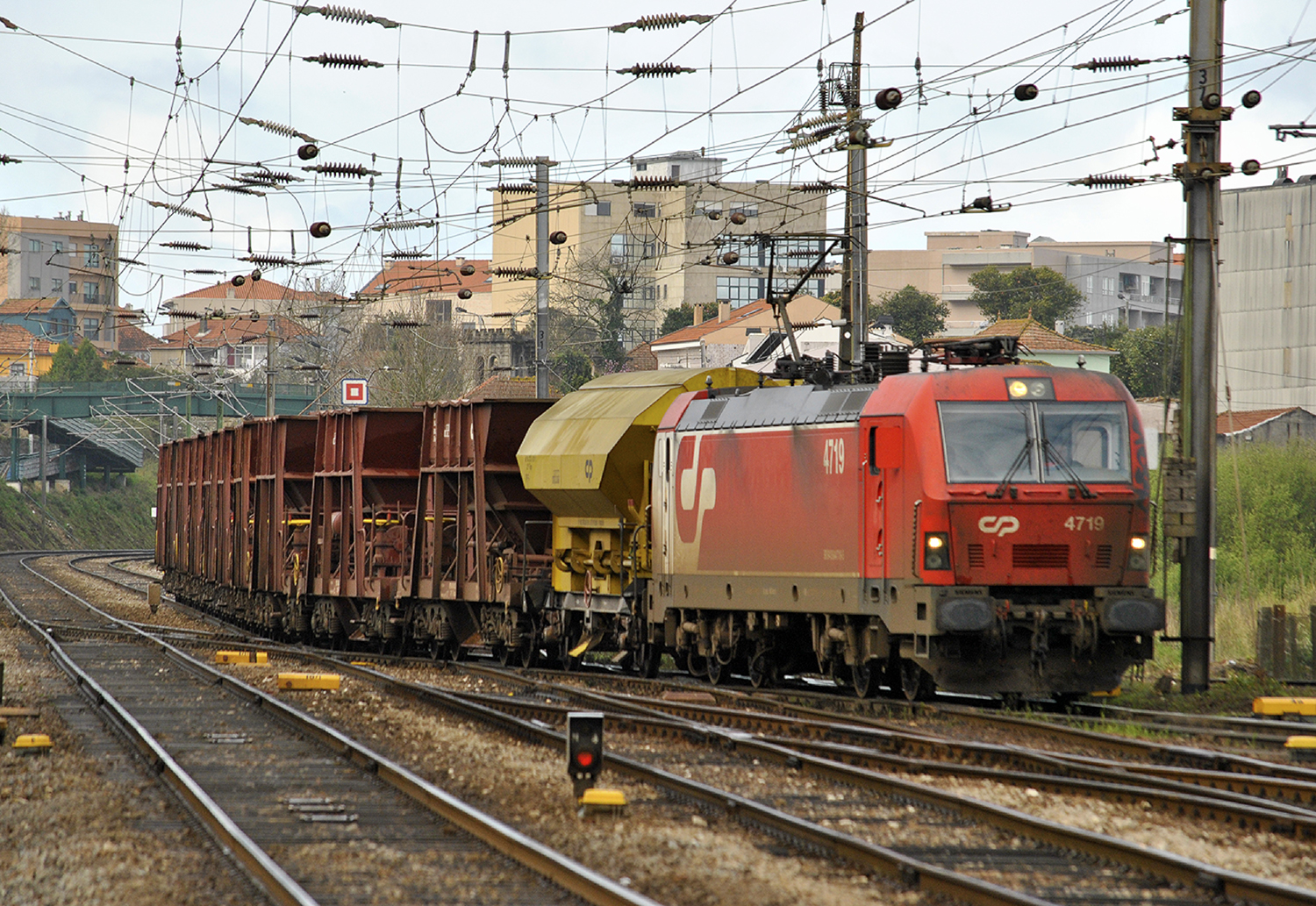
Composição de mercadorias circulando em Gaia, em 2013.

A Estação Ferroviária de Gaia (nome anteriormente grafado como "Gaya"), também conhecida como de Vila Nova de Gaia ou das Devesas ou de Gaia-Devesas ou de Vila Nova de Gaia - Devesas, é uma interface da Linha do Norte que serve a localidade de Vila Nova de Gaia, no Distrito do Porto, em Portugal. A estação foi inaugurada em 8 de Junho de 1863, mas a ligação a Lisboa só foi estabelecida em 7 de Julho de 1864, e a Porto-Campanhã em 4 de Novembro de 1877. Conheceu importantes obras de expansão nas décadas de 1930 e 1940, e foi electrificada em 1965.

## Descrição

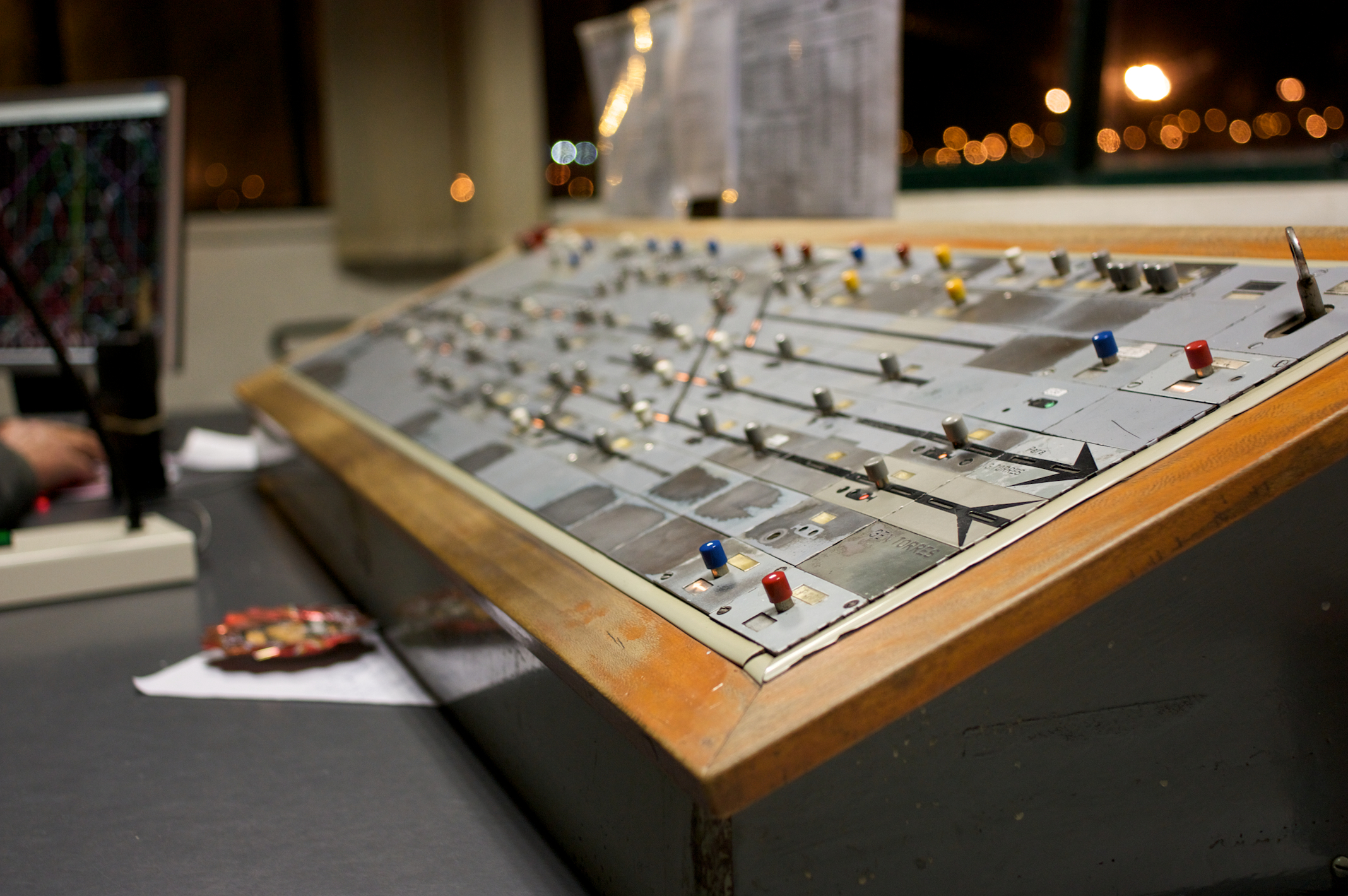
Mesa de comando local em Gaia.

### Localização e acessos
Esta interface situa-se na cidade de Vila Nova de Gaia, junto ao Largo 5 de Outubro,  na zona das Devesas — motivo pelo qual a estação também é conhecida por este nome.

### Infraestrutura
Esta interface apresenta três vias de ciculação, identificadas como I, II, e III, duas com 362 m de extensão e a terceira com 348 m, todas uma acessível por plataforma: I e III com 220 m de comprimento e 90 cm de altura e II com 270 m e alturas de 90 e 60 cm; existem ainda 23 vias secundárias (o segundo maior número no país, inferior apenas ao do Entroncamento) de comprimentos entre 235 e 52 m, maioritariamente eletrificadas. O edifício de passageiros situa-se do lado nascente da via (lado direito do sentido ascendente, a Campanhã).

### Serviços
Em dados de 2023, esta interface é servida por comboios de passageiros da C.P. de tipo urbano no serviço “Linha do Aveiro”, tipicamente com 52 circulações diárias em cada sentido entre Porto-São Bento ou Porto-Campanhã e Ovar, ou Aveiro, ou (menos frequentemente) Coimbra-B; serve ainda esta estação uma única circulação diária em cada sentido so serviço regional Campanhã-Lisboa.

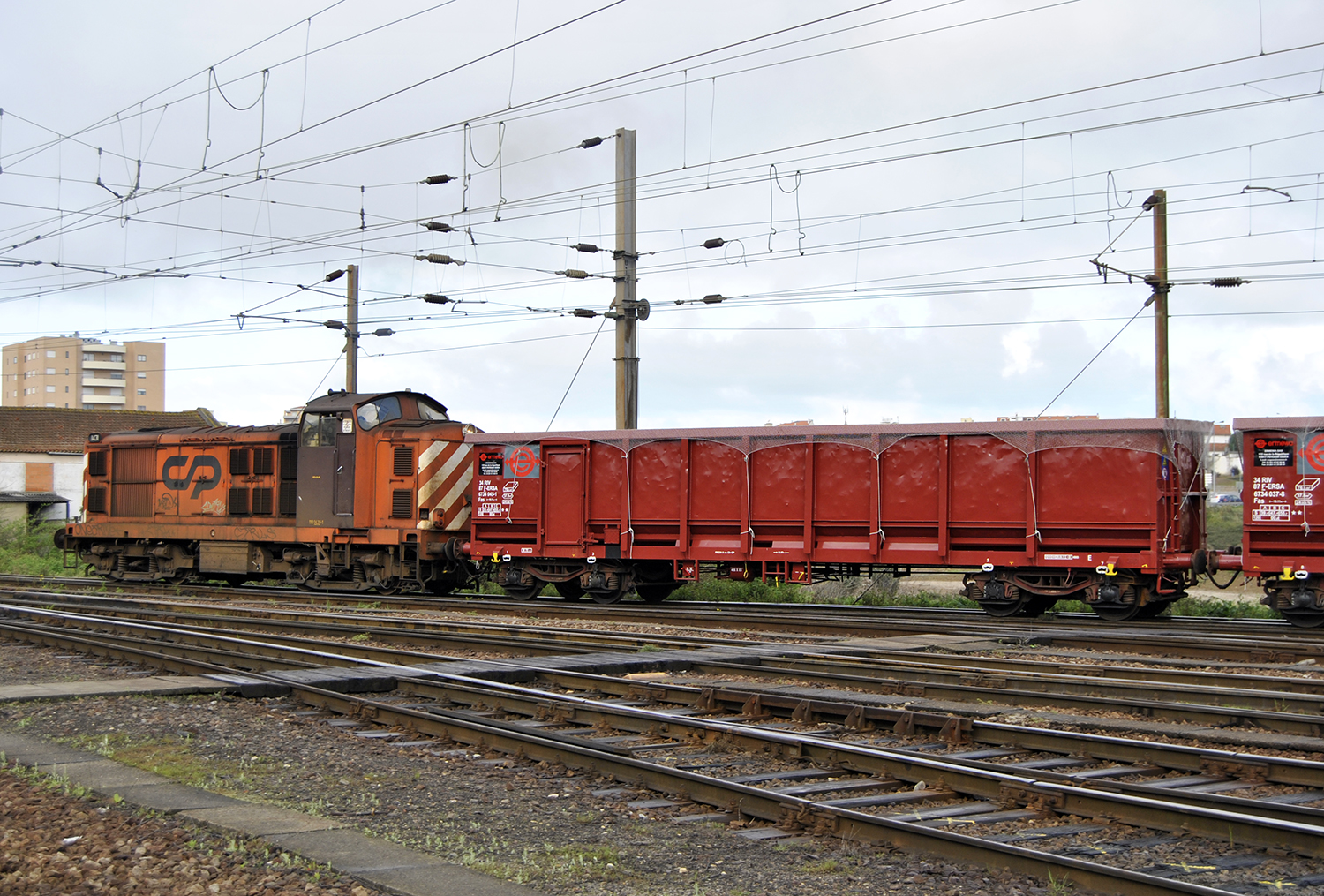
Comboio na Estação de Gaia, em 2013.

## História

### Século XIX

#### Antecedentes e planeamento
Desde os primórdios do planeamento dos caminhos de ferro em Portugal, na década de 1840, que se reconheceu a importância de ligar as cidades de Lisboa e do Porto por aquele meio de transporte. Com efeito, antes da introdução do comboio, este percurso era feito de barco a vapor entre Lisboa e o Carregado, e desde esse ponto até ao Porto em mala-posta; no entanto, este meio de transporte era lento e desconfortável, viajando em estradas em más condições, e sujeito a interrupções quando as cheias submergiam as pontes e os caminhos.
Entre 1854 e 1856, o engenheiro Sousa Brandão, nos seus estudos da Linha do Norte, defendeu que se devia furar a serra e fazer a via férrea passar pelo meio de Vila Nova de Gaia, a uma altitude de 40 m. Em 1856, o governo nomeou o engenheiro Wattier para delinear o traçado das Linhas do Norte e Leste, tendo defendido, no caso da Linha do Norte, um percurso quase totalmente interior até Estarreja e Ovar, seguindo depois pela beira-mar até à vertente Norte da Serra do Pilar. Podia-se contornar a serra, ou fazer um túnel, de forma a chegar à parte baixa da cidade, nas margens do Rio Douro, onde ficaria a estação. Wattier referiu que, «este local satisfaz a todas as exigências presentes e futuras; está em relação imediata, por um lado, com os armazéns, do outro com o rio; está na proximidade da cidade».

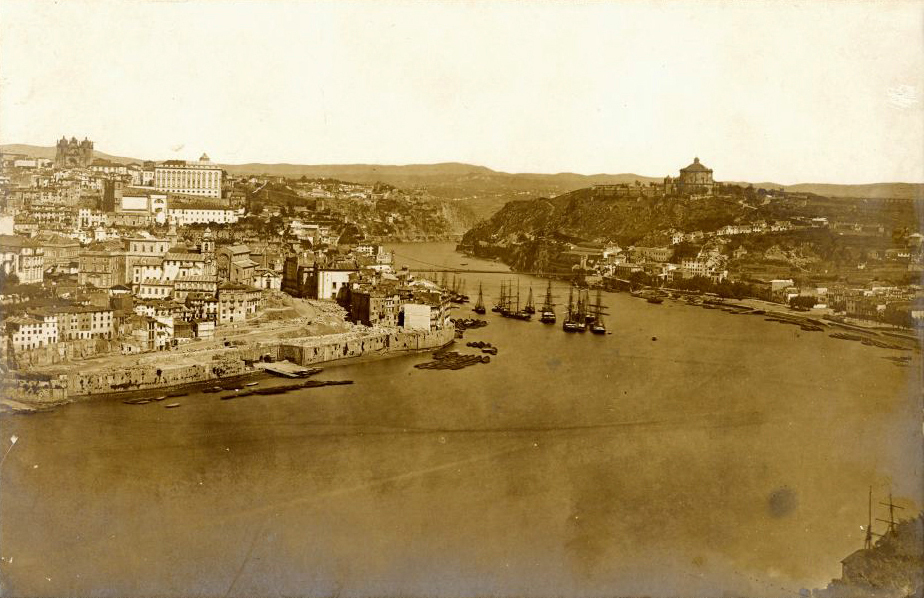
Vista do Porto e Gaia em 1870: À direita da Ponte Pênsil, os armazéns ribeirinhos.

Wattier não considerou a opção de atravessar o rio, uma vez que considerava a obra demasiado difícil, além que já existia a Ponte Pênsil para ligar as duas margens. Em vez disso, quando a linha fosse prolongada até ao Alto Douro, poderia fazê-lo sem grandes dificuldades ao longo da margem esquerda. Wattier criticou a solução de Sousa Brandão, porque considerava muito difícil a escavação do túnel devido à composição do terreno, em granito duro, e porque obrigaria a grandes demolições no centro da povoação para construir a gare ferroviária. De forma a melhor servir o interior do país, Wattier desenhou igualmente um traçado alternativo, que saía do anterior em Avelãs de Caminho e seguiria a estrada real, acompanhando depois o vale de Avintes até ao lugar de Quebrantões, na margem esquerda do Rio Douro, onde acreditava que seria o melhor lugar para fazer uma grande estação ferroviária e a ponte sobre o rio. No entanto, esta segunda opção seria mais longa em 8 km, e ficava consideravelmente mais dispendiosa.
Em 28 de Agosto de 1857, foi assinado um contrato entre o governo e o empresário Morton Petto para concluir a linha até Gaia, tendo o contrato estabelecido que a via férrea deveria terminar «defronte da cidade do Porto, na margem esquerda do Douro, no lugar que o governo julgar mais conveniente sob proposta da empresa.» O contrato referia igualmente que «a empresa obriga-se a estabelecer à sua custa, pelo modo que o governo aprovar, a comunicação do caminho de ferro com a cidade do Porto, para as mercadorias e passageiros que transitem pelo mesmo caminho, por via de uma ponte volante movida a vapor ou por outros meios convenientes.». Depois de várias dificuldades, o contrato de 1857 foi anulado e substituído por um novo provisório, assinado com D. José de Salamanca em 30 de Julho de 1859.
O contrato provisório foi assinado em 14 de Setembro e aprovado por uma carta de lei de 5 de Maio de 1860, com algumas alterações, como os prazos de construção, que passaram a ser de três anos até à margem esquerda do Douro, e de quatro anos até à cidade do Porto. Já em 11 de Fevereiro daquele ano, o director da empresa construtora, Eusébio Page, tinha apresentado o primeiro projecto para aquela parte da linha, conhecido como Traçado do Areinho ou de Campanhã, que fazia a linha descer a partir das Devesas pela margem esquerda do rio. A via férrea saía da estação de Gaia, passava um viaduto sobre o vale de Gaia, atravessava a Serra do Pilar num túnel, e seguia até ao Areinho, onde cruzava o Rio Douro por uma ponte. Este traçado sofria de vários problemas, como as grandes pendentes necessárias para fazer a linha descer desde a estação de Gaia até ao ponto ideal para a construção da ponte, e a altura da ponte obrigar à construção da estação de Campanhã num ponto mais baixo, onde as estradas de acesso ficariam ameaçadas pelas cheias do Douro, além que a Linha do Minho teria também de ser obrigada a descer bastante para se encontrar com a estação. Em 28 de Fevereiro de 1861, um parecer do Conselho de Obras Públicas aprovou um novo traçado apresentado pela Companhia Real dos Caminhos de Ferro Portugueses, que estabelecia a estação de Gaia num local muito mais apropriado para fazer a ponte sobre o rio, reduzindo desta forma as rampas a serem feitas em ambas as margens. Porém, estas alterações foram contestadas por Eusébio Page em 22 de Março de 1861, porque punham em questão a estabilidade da ponte, que ficaria com dimensões colossais para a época. Ainda assim, iniciaram-se as obras, tendo sido construído o viaduto em Gaia e perfurado o túnel, trabalhos que seriam depois abandonados quando o traçado foi modificado.
Entretanto, em 23 de Julho de 1860 o Conselho de Obras Públicas também emitiu um parecer onde alterou o projecto do traçado costeiro, de forma a fazê-lo passar por Grijó e descer pelo vale de Avintes para encontrar um local melhor onde atravessar o Rio Douro, de forma muito semelhante à proposta de Wattier; nessa altura, ainda não se punha a hipótese de fazer a passagem sobre o rio a uma cota muito alta, ideia que só mais tarde iria surgir.

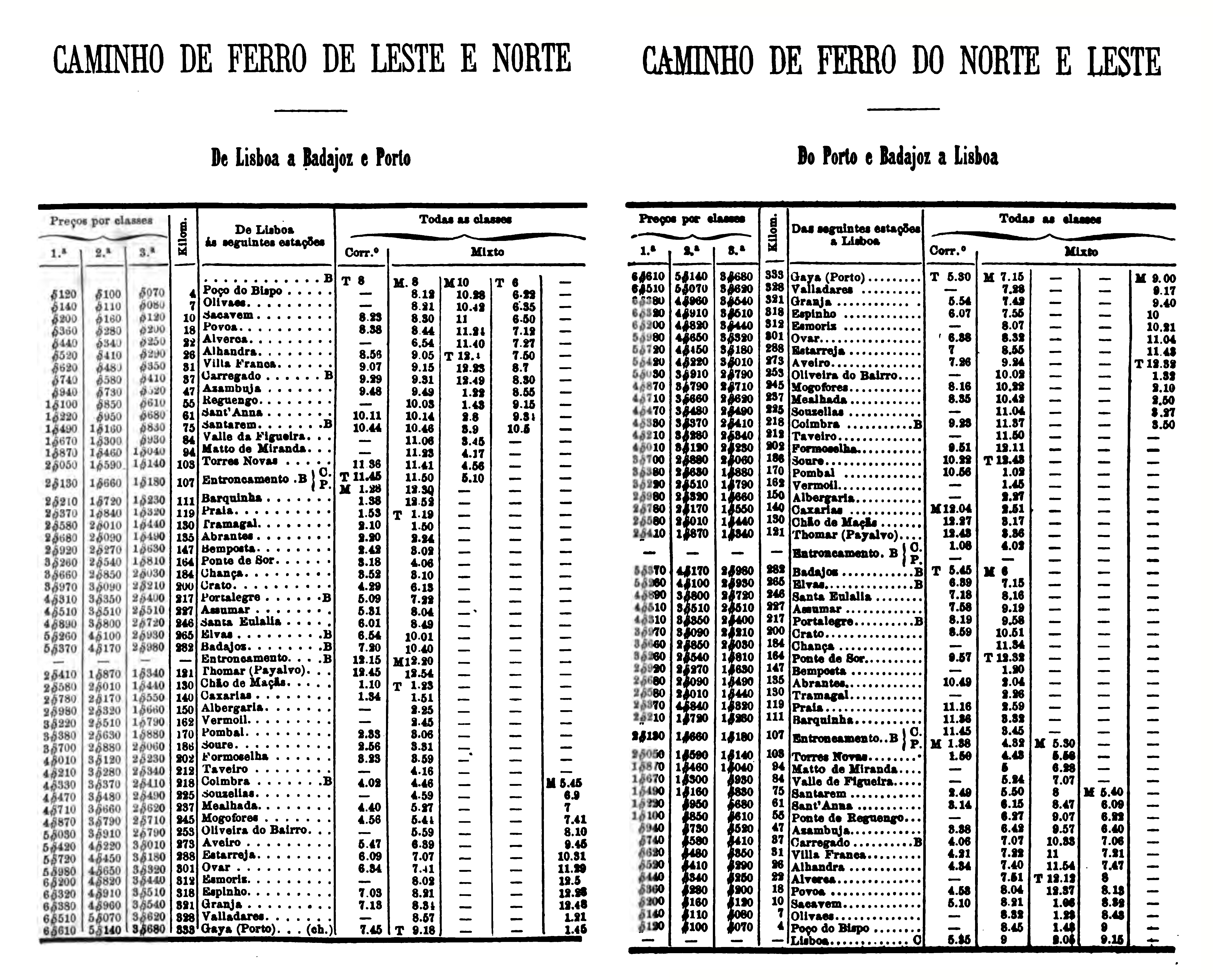
Horário de 1876, onde esta gare aparece com a denominação original, Gaya.

## Bibliografia

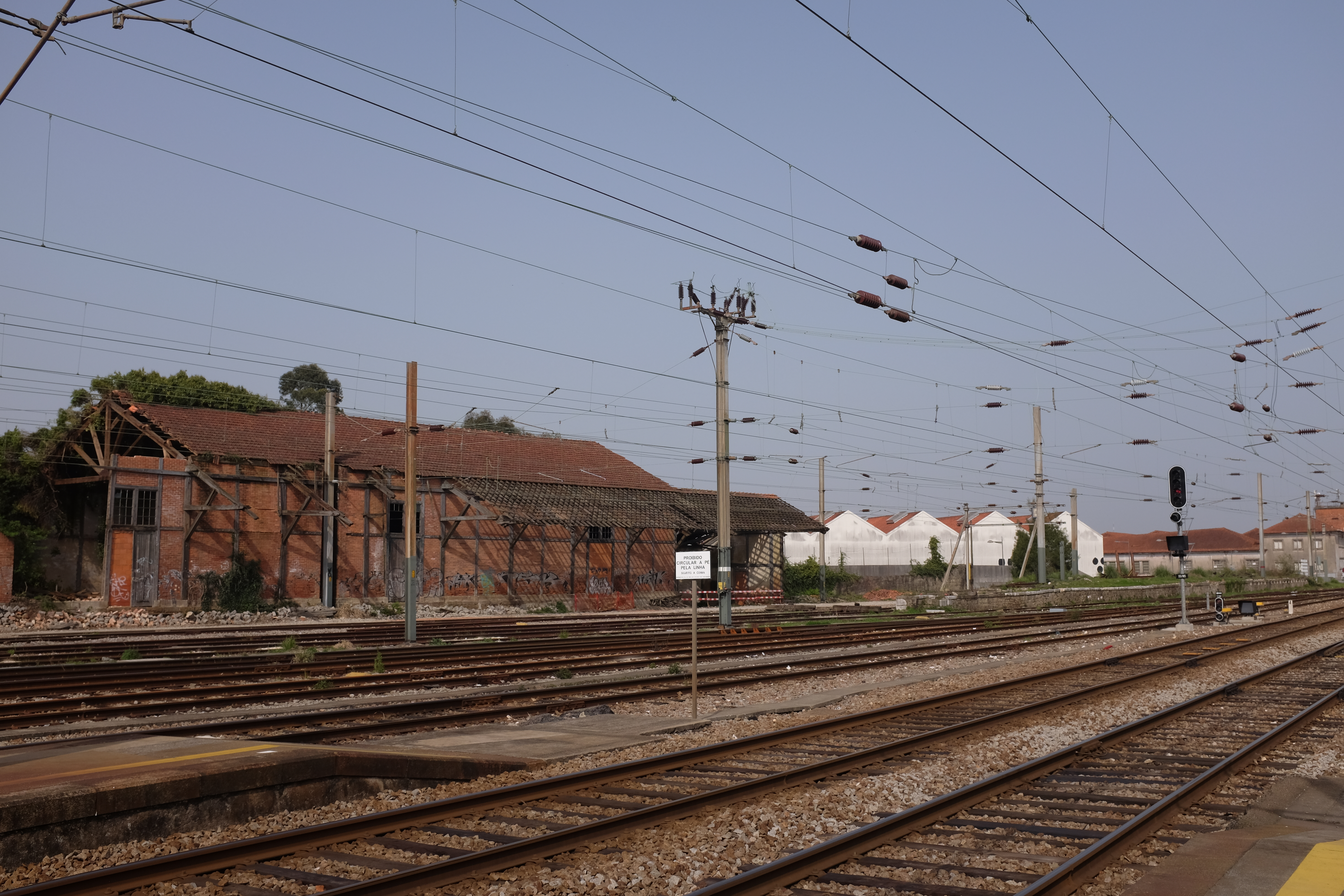
Armazéns da estação de Gaia, semi-demolidos em 2021.

#### Inauguração
Em 8 de Novembro de 1862, uma portaria formou uma comissão para examinar o troço entre Vila Nova de Gaia e Estarreja, cujo auto de 18 de Dezembro aprovou a abertura provisória ao serviço; uma portaria do dia seguinte autorizou a abertura provisória, nas condições impostas pela comissão. A linha foi oficialmente inaugurada pela Companhia Real dos Caminhos de Ferro Portugueses no dia 8 de Junho de 1863.
Após a inauguração do troço entre Estarreja e Taveiro, em 10 de Abril de 1864, a Companhia Real iniciou vários serviços mistos, entre Vila Nova de Gaia e Coimbra, com paragem em várias estações pelo caminho. No entanto, a ligação de Vila Nova Gaia a Lisboa só ficou totalmente concluída com a entrada ao serviço do troço entre Soure e Taveiro, em 7 de Julho de 1864. Nesse mesmo dia, foi realizado o primeiro comboio directo de Santa Apolónia a Gaia, que fez a viagem em cerca de doze horas, sem atraso.
Entretanto, em 17 de Setembro de 1865 chegou uma comitiva real a esta estação, para a cerimónia de inauguração da Exposição Internacional do Porto.
Em Abril de 1867, o expresso diário Lisboa-Gaia ligava estas duas localidades em cerca de 8 horas e meia, saindo de Lisboa às 9 horas e 30 minutos e chegando a Gaia às 17 horas e 54 minutos.

#### Prolongamento até Campanhã
Em 1852 foi formada uma comissão para planear o traçado da Linha do Norte, sendo uma das suas principais atribuições encontrar um meio de atravessar o rio, de forma a possibilitar a construção de uma gare mais próxima do Porto. No entanto, devido aos grandes problemas em ultrapassar o rio, todos os planos, incluindo um elaborado por Wattier, preconizavam a estação de Gaia como a principal a ser utilizada pelos habitantes e pelo comércio do Porto, situação que só mudou quando foi assinado o contrato com José de Salamanca. Com efeito, quando foi concluída a Linha do Norte até Gaia, em 7 de Julho de 1864, considerava-se que esta seria a estação a utilizar pela população e comércio da cidade do Porto. Esta situação, criada pelas grandes dificuldades em ultrapassar um curso de rio, não era inédita em Portugal, tendo o primeiro exemplo surgido apenas alguns anos antes, em 1861, quando a Linha do Alentejo não pôde ser prolongada até Lisboa devido ao estuário do Rio Tejo, tendo sido criada uma solução fluvial entre a capital e o Barreiro, na margem Sul. Situações semelhantes às de Gaia surgiriam posteriormente noutros pontos da rede ferroviária portuguesa, como em Portimão, cuja primeira estação foi em Ferragudo, ou em Alcácer do Sal, onde foi construída uma estação provisória na margem Sul do Rio Sado até ser construída a ponte e inaugurada a estação principal na outra margem.
No entanto, desde os princípios do planeamento da linha entre Lisboa e Porto que se reconheceu que a estação de Gaia não podia servir a cidade de forma eficaz, além que não permitiria a continuidade com a rede do Minho e Douro. Assim, quando foi assinado o contrato com José de Salamanca, já estava prevista a continuação da Linha até à margem direita do rio, tendo conseguido que os prazos para a construção da ponte fossem aumentados quando o contrato foi oficializado pela lei de 5 de Maio de 1860. Enquanto decorriam os estudos, nas décadas de 1860 e 1870, começaram as obras de continuação da via férrea além de Vila Nova de Gaia, que foram parcialmente abandonadas quando foi escolhido um novo traçado. Devido aos problemas em atravessar o Rio Douro junto ao Porto, estes dois traçados preconizavam a passagem do rio mais a oriente, com o primeiro a passar em Areinho, e o segundo em Pedra Salgada, mas verificou-se que em ambos os casos o traçado ficaria muito mais longo e pior do ponto de vista técnico, motivo pelo qual foram abandonadas.
As obras da Ponte D. Maria Pia, sobre o Rio Douro, foram concluídas em 25 de Setembro de 1877, tendo o lanço entre Gaia e Campanhã sido inaugurado em 4 de Novembro desse ano, concluindo a Linha do Norte.

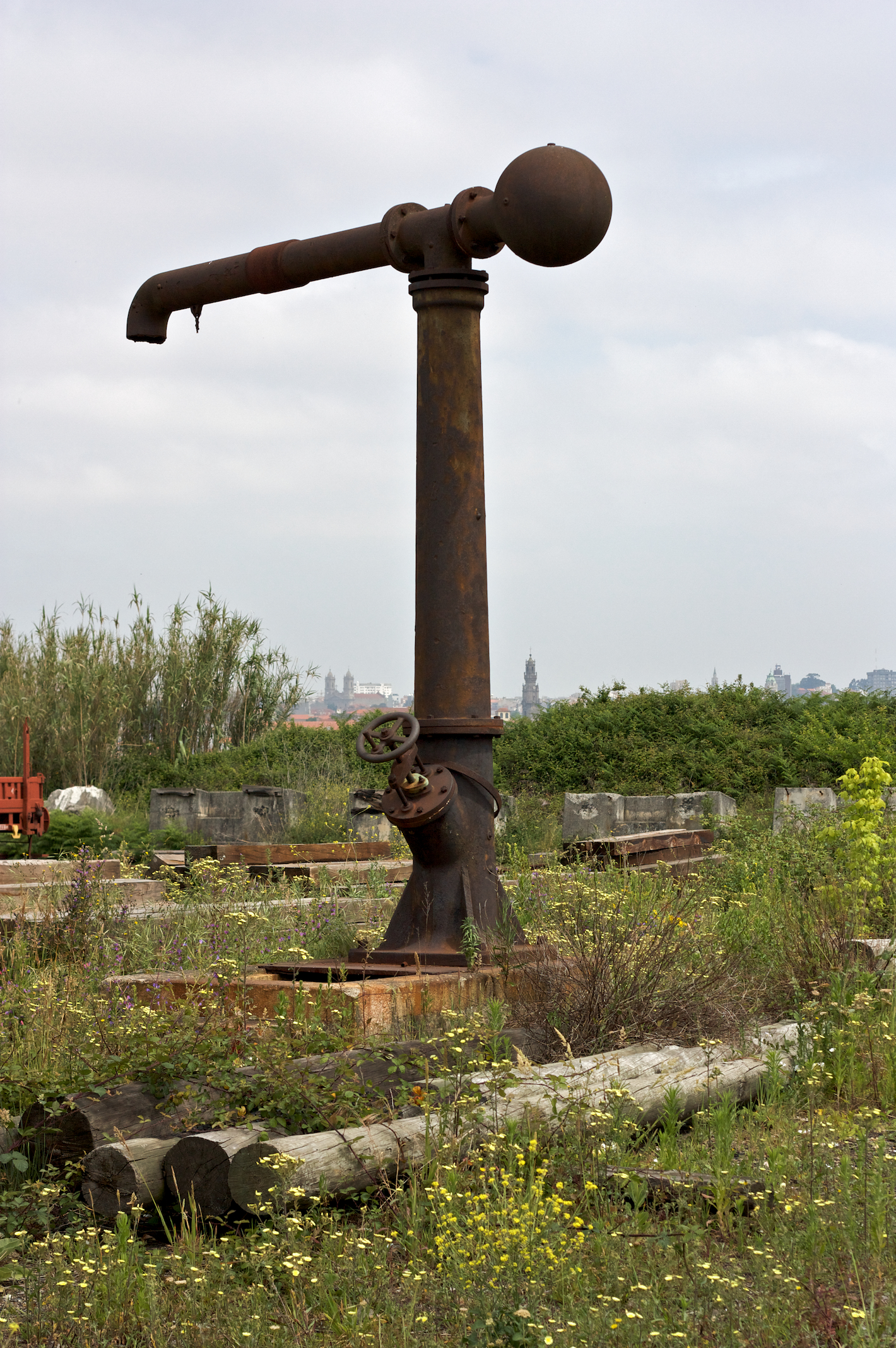
Antiga toma de água.

Em Outubro de 1895, já tinha sido autorizada a instalação de um tranvia entre a estação de Gaia e a avenida esquerda superior da Ponte D. Luís.

### Século XX

#### Década de 1900 e 1910
Em Agosto de 1901, estavam em pleno desenvolvimento as obras de construção da segunda via, e de renovação da já existente, no troço entre Gaia e Espinho, prevendo-se a sua conclusão em Outubro daquele ano. No entanto, a circulação em via dupla só se iniciou, no troço entre Granja e Gaia, em 19 de Maio de 1902.
Em Dezembro de 1902, previa-se que fossem feitas obras de expansão nesta interface, devido ao aumento exponencial no movimento ferroviário, tendo a Companhia Real destacado fundos para esta obra no seu orçamento para 1903, apresentado em 24 de Dezembro de 1902. O projecto, datado de 9 de Maio de 1903, foi apresentado pela Companhia Real ao Governo, que o aprovou em 27 de Junho, com base no relatório do Conselho Superior de Obras Públicas, de 18 de Maio.
Em 1909, foi adicionado um projecto ao Plano da Rede Complementar ao Norte do Mondego, para uma linha ao longo do Rio Douro desde a estação de Vila Nova de Gaia até Sobrado de Paiva, passando por Crestuma. Porém, este empreendimento, apresentando pela Companhia dos Caminhos de Ferro do Vale do Vouga, foi alvo de um processo em tribunal, na sequência de uma queixa da parte da Companhia dos Caminhos de Ferro Portugueses, em 1913.

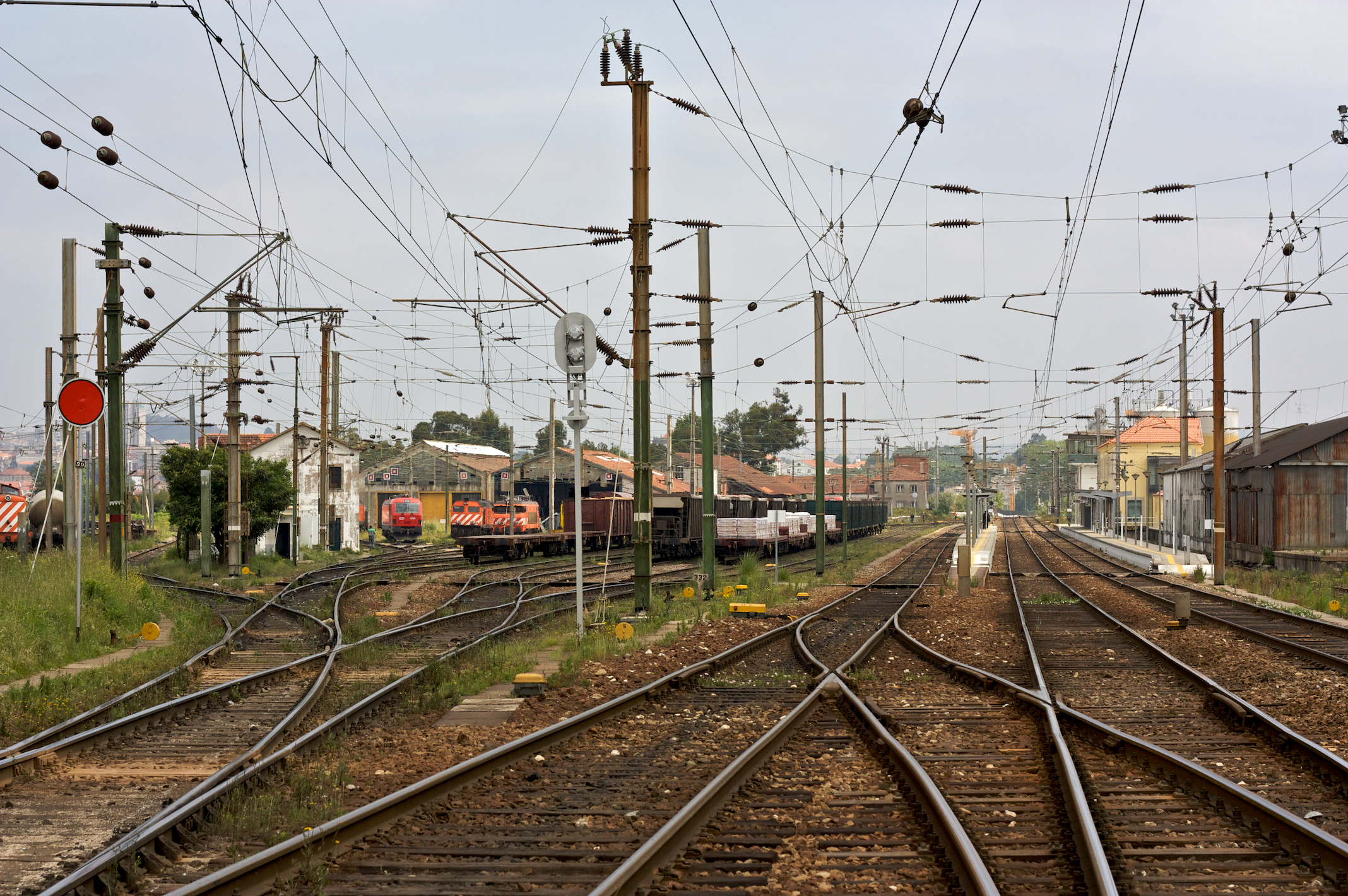
Vista da estação, em 2009.

Em finais de 1911, foi requerida uma licença para a construção de um caminho de ferro de via estreita, desde a estação de Gaia até Vila Franca das Naves, com passagem por Arouca e Vila Nova de Paiva.

#### Década de 1930
O bairro da estação foi ampliado pela Companhia dos Caminhos de Ferro Portugueses em 1933 e 1934. Neste último ano, também foi instalado um posto médico. Em Setembro de 1937, o Ministério das Obras Públicas e Comunicações aprovou o projecto para um novo dormitório, destinado ao pessoal de material e tracção.

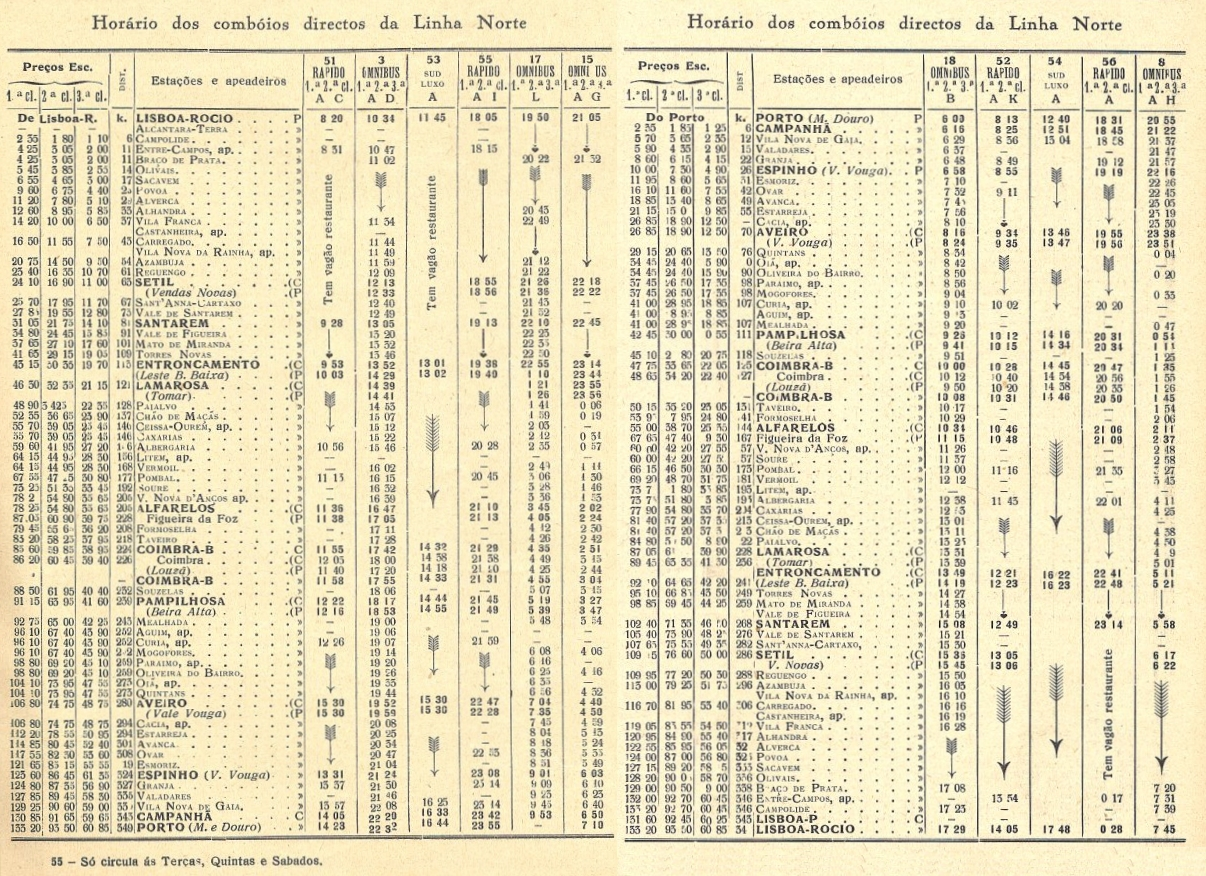
Horário da Linha do Norte em 1933.

Em Abril de 1939, a Companhia dos Caminhos de Ferro Portugueses realizou um comboio especial de Lisboa até Gaia, para regular as futuras marchas dos serviços rápidos. Este comboio, rebocado pela locomotiva a vapor n.º 501, partiu às 8:20 e chegou a Gaia às 12:03, estabelecendo um novo recorde de 3 horas e 43 minutos; no regresso, saiu às 15:28, tendo chegado a Campolide às 18:52. Em 1948, foi feita uma nova viagem experimental de Campolide a Gaia, desta vez para experimentar a locomotiva a gasóleo n.º 101, rebocando oito carruagens; o comboio demorou 3 horas e 56 minutos no percurso.

#### Décadas de 1940 e 1950

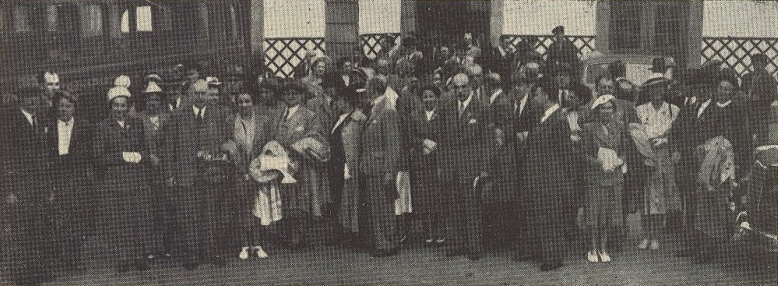
Congressistas da Associação Internacional dos Caminhos de Ferro na estação de Gaia, em 1949.

Em 1949, foi instalada uma oficina destinada a material circulante a gasóleo. Com a introdução das locomotivas a gasóleo nos comboios de longo curso na Linha do Norte, a paragem na estação de Gaia passou a ser reduzida para apenas alguns segundos. No dia 8 de Junho desse ano, os participantes da reunião anual da Comissão Permanente da Associação Internacional dos Caminhos de Ferro, que nesse ano teve lugar em Lisboa, fizeram uma excursão ao Porto; o comboio especial seguiu até à estação de Gaia, onde foi recebido pelo subchefe de divisão Vasconcelos Porto e outros funcionários superiores da Companhia dos Caminhos de Ferro Portugueses, tendo os congressistas depois continuado de autocarro.
Em 1953, esta estação era servida pelo comboio Foguete, que circulava entre as Estações do Rossio, em Lisboa, e São Bento, no Porto. Em 1955, as estações de Gaia e Braço de Prata eram as que tinham mais ramais particulares, contando cada uma com oito ramais. Também era uma das estações com mais movimento nos ramais, embora com valores em peso e vagões muito inferiores aos do Barreiro e Praias-Sado, que eram as estações com os ramais mais movimentados do país.

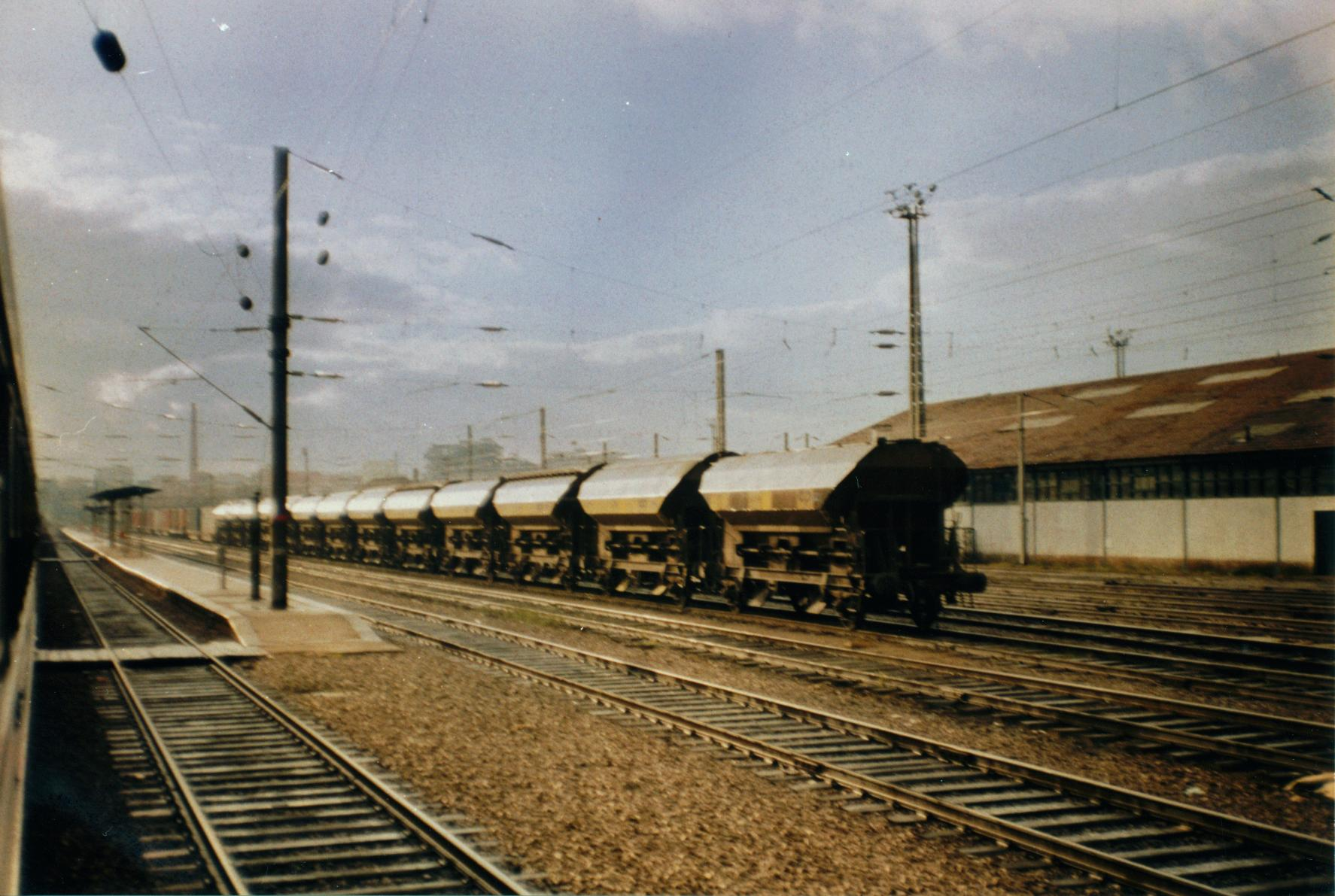
Estação de Gaia, em 1994.

#### Décadas de 1960 a 1990
O lanço entre Esmoriz e Vila Nova de Gaia foi electrificado em Julho de 1965, pela Companhia dos Caminhos de Ferro Portugueses. A electrificação da Linha do Norte foi concluída no ano seguinte.
Em 1976, a estação de Gaia recebia hortaliças e frutas de Olhão, Fuseta, Luz de Tavira, Conceição, e Cacela; durante a Primavera e o Outono, a maior parte do volume das frutas era constituído por citrinos.
Em 24 de Junho de 1991, foi inaugurada a Ponte de São João, que substituiu a Ponte Maria Pia. Uma das propostas de aproveitamento da antiga estrutura previa a sua utilização em comboios turísticos até Gaia, como parte do Museu dos Transportes. Na década de 1990, a operadora Caminhos de Ferro Portugueses transferiu para Vila Nova de Gaia um conjunto de seis locomotivas a vapor, que foram abatidas ao serviço em meados dos anos 70, com os números 072, 282 294, 0184 e 0190, e 701.

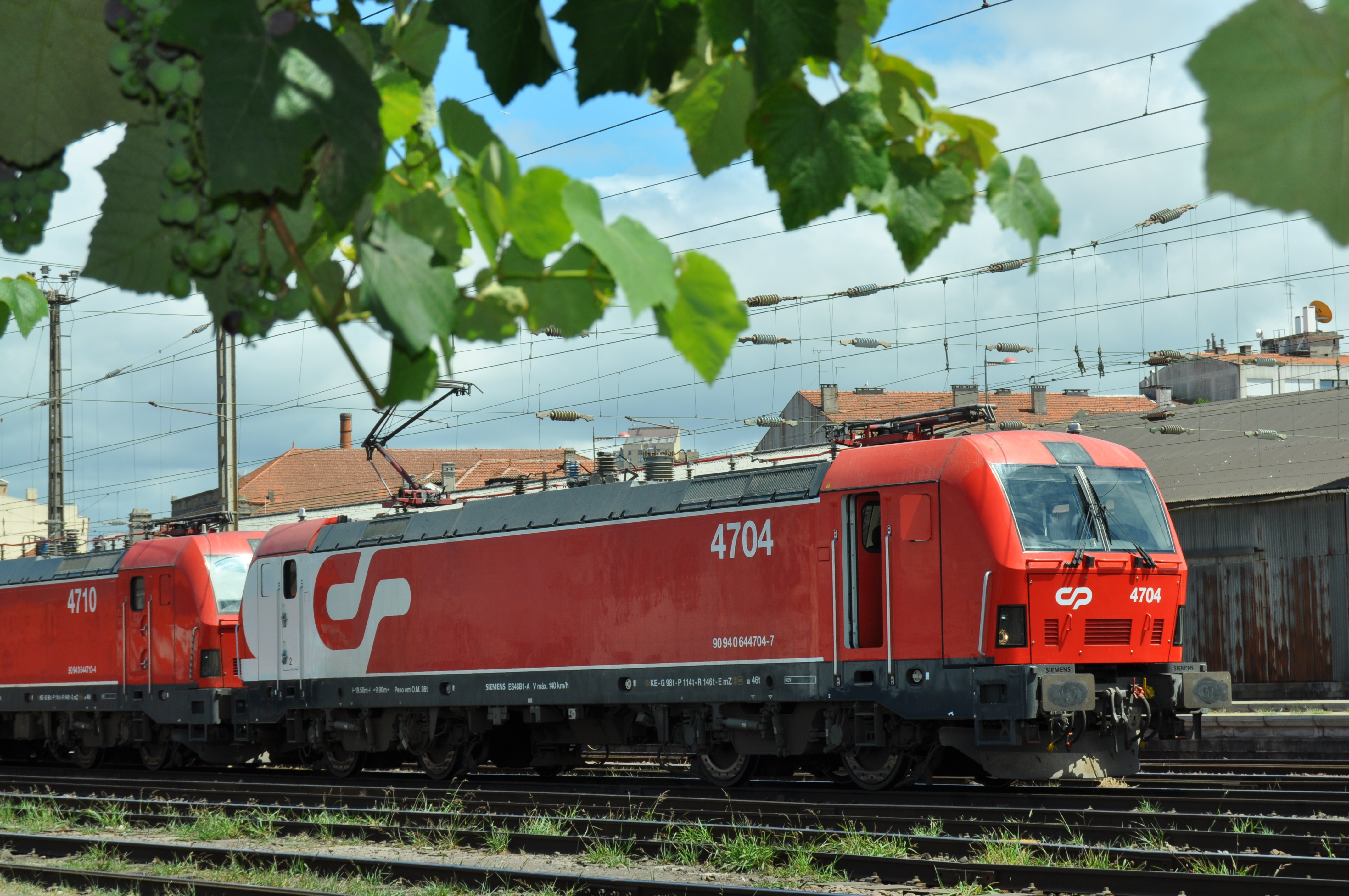
Locomotiva da série 4700 em Gaia.

### Século XXI
Em 2003, entrou ao serviço o sistema Convel nos troços entre Campanhã, Vila Nova de Gaia e São Bento. Em 2007 a autarquia exprimiu publicamente o seu desagrado com o estado da infraestrutura e com a falta de diálogo com a tutela.
Em Janeiro de 2011, apresentava três vias de circulação, com 530, 623 e 480 m de comprimento; as plataformas tinham entre 217 e 37 m de extensão, e 70 a 40 cm de altura; já em Dezembro de 2012, duas vias tinham 379 m de comprimento, enquanto que a terceira possuía 372 m; as plataformas tinham uma extensão de 312 e 277 m, e uma altura de 60 e 50 cm — valores mais tarde ampliados para os atuais.

Em Outubro de 2014, as locomotivas a vapor que foram parqueadas na estação na década de 1990 foram transferidas para outra via, uma vez que os terrenos no local anterior tinham problemas de instabilidade. Em finais de 2022, agência Lusa questionou a Câmara Municipal de Vila Nova de Gaia e a empresa Comboios de Portugal sobre estas locomotivas, tendo a autarquia respondido que «Não fazemos disto uma questão gaiense, porque não temos museu do comboio e acreditamos que este é um património nacional e não local», tendo-as considerado como «valor museológico nacional, devendo ser atentamente assumidos como foco da intervenção da CP». Por seu turno, a operadora Comboios de Portugal respondeu, «o restauro não é viável para a recolocação em condições de circulação, uma vez que implicaria custos idênticos ou superiores a uma locomotiva nova», mas «poderão ser restauradas para fins estáticos e expositivos, mesmo replicando algumas peças em falta». Com efeito, foi organizada a transferência da locomotiva 294 e do seu tender por via rodoviária até à cidade da Guarda, onde iria ser exposta numa rotunda, como parte de um protocolo entre a Fundação Museu Nacional Ferroviário e a autarquia.

## Ver também

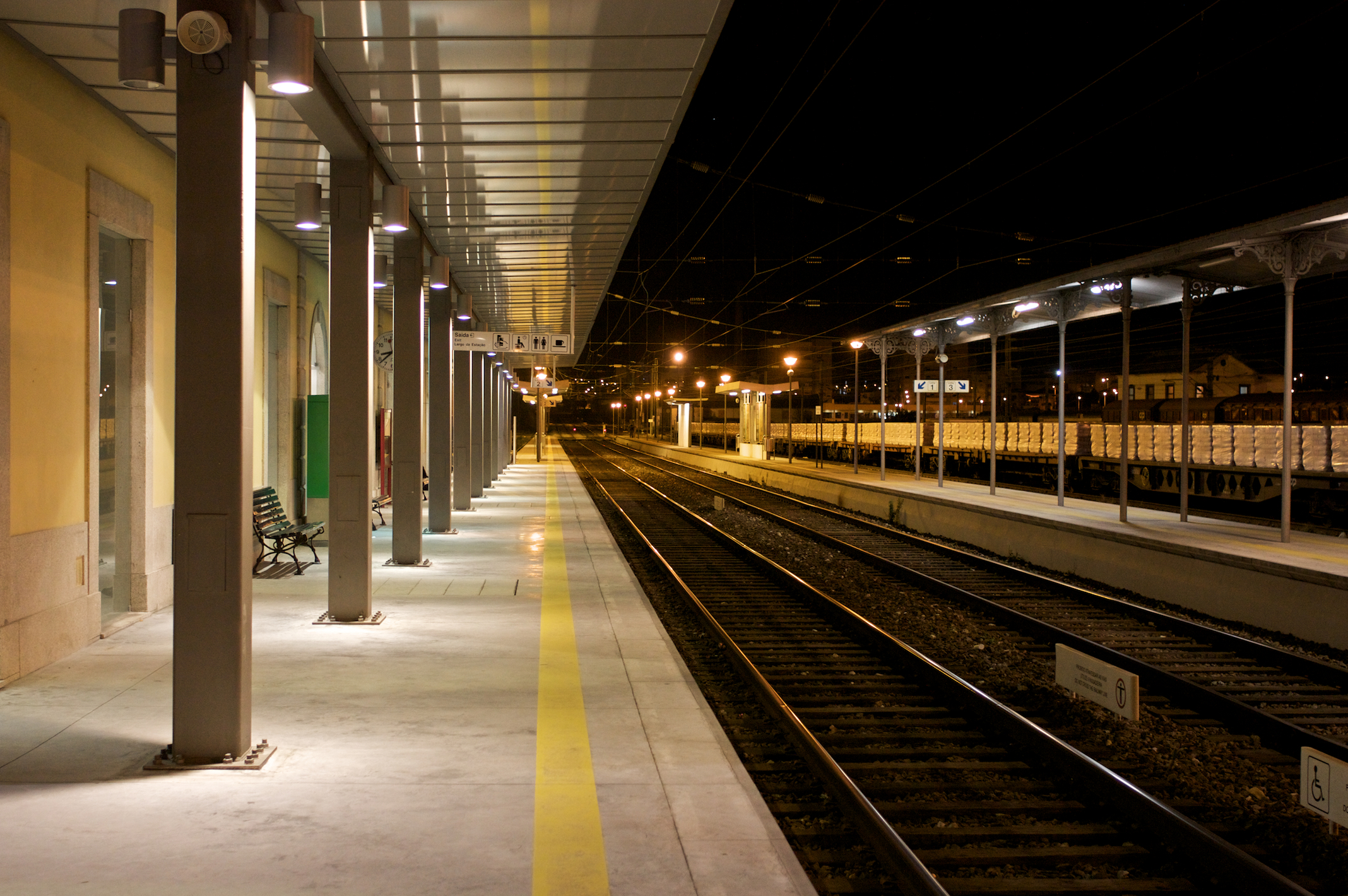
Aspeto da estação à noite, em 2009.

## Leitura recomendada
- CERVEIRA, Augusto; CASTRO, Francisco Almeida e (2006). Material e tracção: os caminhos de ferro portugueses nos anos 1940-70. Lisboa: CP-Comboios de Portugal. 270 páginas. ISBN 989-95182-0-4
- RIBEIRO, Manuel; RIBEIRO, José da Silva, Lda. (2008). Os Comboios em Portugal: Do Vapor à Electricidade. Volume 4 de 5. Lisboa: Terramar - Editores Distribuidores e Livreiros. 238 páginas. ISBN 9789727104161
- RODRIGUES, Eduardo Vítor (2013). Eixos de desenvolvimento local: o caso de Vila Nova de Gaia. Vila Nova de Famalicão: Omnisinal. 258 páginas. ISBN 978-989-97162-5-4
- TEMUDO, Alda Padrão;  et al. (2013). Memórias do município de Vila Nova de Gaia: da fundação à actualidade. Vila Nova de Gaia: Arquivo Municipal Sophia de Mello Breyner e Câmara Municipal de Vila Nova de Gaia. 216 páginas. ISBN 978-972-581-066-8